# Филипп Лихтенштейнский
Филипп Эрасмус Алоиз Фердинанд Мария Себальдус Лихтенштейнский (нем. Philipp Erasmus Alois Ferdinand Maria Sebaldus von Liechtenstein; род. 19 августа 1946, Цюрих) — младший брат князя Ханса-Адама II, предприниматель.

## Биография
Принц Филипп родился 19 августа 1946 года в Цюрихе в семье князя Франца Иосифа II и Георгины фон Вильчек. Его старший брат князь Ханс-Адам II (род. 1945), у него есть младшие братья и сестра, князья Николаус (род. 1947) и Франц Иосиф (1962–1991) и княгиня Нора (род. 1950).
Принц Филипп закончил Боннский и Базельский университеты, в которых изучал историю и социологию.
Принц Филипп начал карьеру в банковском секторе, затем в 1981 году перешёл работать в семейный фонд LGT Group. Вместе со старшим братом Хансом-Адамом II он возглавляет в качестве председателя попечительского совета фонда LGT Group.

## Семья
11 сентября 1971 года Филипп Лихтенштейнский женился на Изабель де л'Арбра де Маландер (род. 1949), у супругов 3 сына:
- Князь Александр Вильгельм Ханс Адам Лихтейнштейнский (род. 19 мая 1972) женат на Астрид Барбара Коль (род. 1968), у супругов 1 дочь;
- Князь Венцеслав Лихтенштейнский (род. 12 мая 1974), не женат, бездетен;
- Князь Рудольф Фердинанд Лихтенштейнский (род. 7 сентября 1975) женат на турецкой бизнес-леди Тылсым Танберк (род. 1974), у супругов 2 детей.